# Poissonzahl
Die Poissonzahl (nach Siméon Denis Poisson, Formelzeichen {\displaystyle \mu } oder {\displaystyle \nu }) ist ein Materialkennwert in der Mechanik bzw. Festigkeitslehre. Sie wird überdies Querkontraktionszahl oder selten auch Querdehnungszahl bzw. Querdehnzahl genannt und ist eine dimensionslose Größe.  Den internationalen und nationalen Normen entsprechen die Bezeichnung Poissonzahl und das Formelzeichen {\displaystyle \mu }. Die Verwendung von {\displaystyle \nu } erleichtert jedoch die Unterscheidung von der mit {\displaystyle \mu } bezeichneten zweiten Lamé-Konstanten.
Die Poissonzahl beschreibt das Querkontraktionsverhalten der Werkstoffe und dient der Berechnung des Verformungsverhaltens der Bauteile unter mechanischer  Beanspruchung. Sie ist auch ein Maß für die Kompressibilität der Werkstoffe. In der Elastizitätstheorie ist sie eine der elastischen Konstanten eines Materials. Bei realen Werkstoffen, insbesondere bei Polymerwerkstoffen, ist die Poissonzahl keine Konstante, sondern von chemischen und physikalischen Strukturparametern sowie äußeren Einflüssen wie Temperatur und Höhe, Dauer und Geschwindigkeit der Beanspruchung abhängig. Sie kann auch richtungsabhängig sein, so bei faserigen Naturstoffen wie Holz oder bei Faser- und Schicht-Verbundwerkstoffen.

## Definition

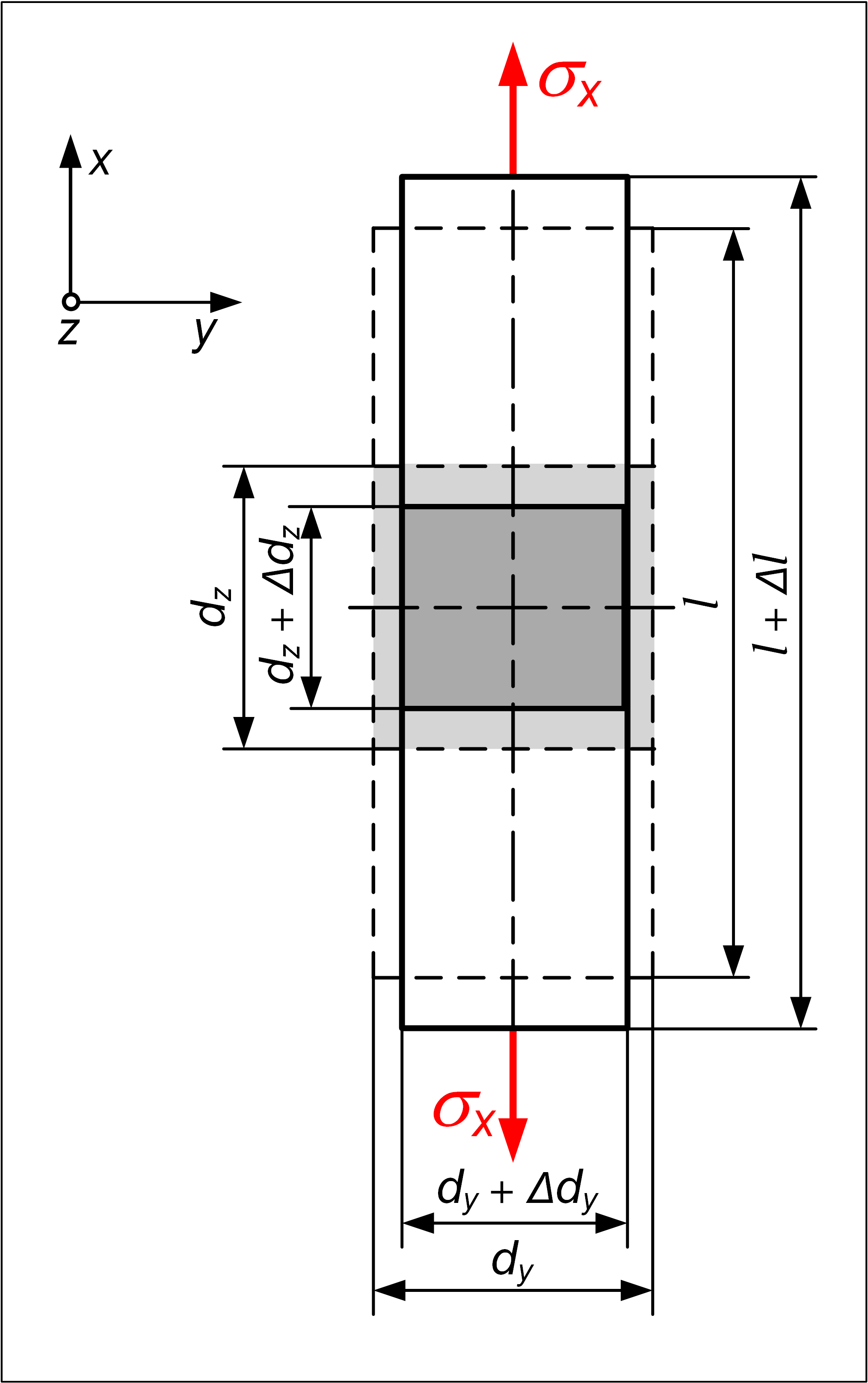
Querkontraktion am einachsig gezogenen Stab

Die Poissonzahl ist definiert als negatives Verhältnis zwischen der Dehnung {\displaystyle \varepsilon _{y}} senkrecht zur Richtung {\displaystyle x} der einachsigen Spannung {\displaystyle \sigma _{x}} und der Dehnung {\displaystyle \varepsilon _{x}} in Spannungsrichtung, in allgemeiner Form ausgedrückt:
{\displaystyle \nu _{xy}=-{\frac {\varepsilon _{y}}{\varepsilon _{x}}}}.
Der erste Index bezeichnet die Richtung der Belastung, der zweite die Richtung der Kontraktion. Es existiert auch die umgekehrte Index-Konvention.
Bei konstanter Spannung im Querschnitt und homogenen isotropen Materialeigenschaften ist die Poissonzahl anhand der Länge {\displaystyle l} und der Querschnittsabmessung {\displaystyle d} des unverformten Zugstabes sowie deren Änderungen unter Last bestimmbar:
{\displaystyle \nu =-{\frac {\Delta d/d}{\Delta l/l}}}.
Die Änderungen {\displaystyle \Delta l} und {\displaystyle \Delta d} sowie die zugehörigen Dehnungen werden bei einer Zunahme der Abmessungen mit positivem Vorzeichen eingesetzt, bei einer Abnahme mit negativem Vorzeichen.
Gelegentlich findet auch der Kehrwert {\displaystyle m=1/\nu } der Poissonzahl unter verschiedenen Bezeichnungen Anwendung, so etwa als Querdehnzahl oder als Poisson'sche Konstante, z. B. in der Geotechnik und der Felsmechanik.

## Wertebereich
Der Wertebereich der Poissonzahl ist physikalisch begrenzt durch fehlende Querkontraktion einerseits, wenn also die Querschnittsabmessungen trotz Längsverformung unverändert bleiben, und Inkompressibilität anderseits. Unter zugdominanter Beanspruchung nimmt das Volumen in der Regel zu, bei Druckdominanz ab. Eine Ausnahme bilden auxetische Werkstoffe, die sich umgekehrt verhalten und eine negative Querkontraktionszahl aufweisen.

### Isotropes Verhalten
Die Grenzen der Poissonzahl können aus der Volumendehnung {\displaystyle \varepsilon _{V}} bestimmt werden. Für isotropes, linear-elastisches Verhalten und hinreichend kleine Verformungen ist die Volumendehnung bestimmt durch:
{\displaystyle \varepsilon _{V}={\frac {\Delta V}{V}}=\varepsilon _{x}\cdot (1-2\nu )}.
Daraus ergibt sich der Wertebereich {\displaystyle 0\leq \nu \leq 0{,}5}. An der unteren Grenze liegen z. B. gewisse Schaumstoffe, die kaum eine Querkontraktion aufweisen. Im einachsigen Zugversuch würde ein Material mit {\displaystyle \nu =0} sein Volumen maximal ändern, ein Material mit {\displaystyle \nu =1/2} überhaupt nicht.
An der oberen Grenze befinden sich Gummiwerkstoffe und Elastomere, sowie Werkstoffe, die sich plastisch verhalten und mit {\displaystyle \nu =0{,}5} praktisch inkompressibel sind (Volumenkonstanz). Bei solchen Materialien ergeben sich in den Cauchy’schen Konstitutivgleichungen Polstellen. Für die Berechnung von nahezu oder voll inkompressiblen Materialien (z. B. Gummimaterialien, entropieelastischen Materialien, hyperelastischen Materialien) sollten Green’sche Materialmodelle verwendet werden.

### Orthotropes Verhalten
Poissonzahlen {\displaystyle \nu >0{,}5} können bei anisotropem Verhalten auftreten, wobei dann die Poissonzahlen bei vertauschten Belastungs- und Kontraktionsrichtungen entsprechend kleiner sind. Bei linear-elastisch orthotropem Verhalten treten sechs unterschiedliche Poissonzahlen auf. Je zwei davon sind einander im Verhältnis der Elastizitätsmoduln in den entsprechenden Richtungen zugeordnet. Bei Verwendung der oben verwendeten Index-Konvention gilt die Beziehung
{\displaystyle {\frac {\nu _{xy}}{\nu _{yx}}}={\frac {E_{x}}{E_{y}}}}; {\displaystyle {\frac {\nu _{yz}}{\nu _{zy}}}={\frac {E_{y}}{E_{z}}}};   {\displaystyle {\frac {\nu _{zx}}{\nu _{xz}}}={\frac {E_{z}}{E_{x}}}}.
Dies kann bei diversen porösen Materialien, bei Faserverbundwerkstoffen oder Holz beobachtet werden.
Die physikalischen Querkontraktionsgrenzen ergeben die Bedingungen
{\displaystyle 0\leq \nu _{xy}+\nu _{xz}\leq 1{,}0};    {\displaystyle 0\leq \nu _{yz}+\nu _{yx}\leq 1{,}0};   {\displaystyle 0\leq \nu _{zx}+\nu _{zy}\leq 1{,}0},
aus denen für die einzelnen Poissonzahlen je der Wertebereich {\displaystyle 0\leq \nu _{ij}\leq 1{,}0} hervorgeht. Für das arithmetische Mittel aller Poissonzahlen gilt {\displaystyle 0\leq {\overline {\nu }}\leq 0{,}5}.
Die Poissonzahl {\displaystyle \nu _{xy}} eines einachsig in x-Richtung faserverstärkten Kunststoffs, z. B. eines UD-Tapes oder einer Einzelschicht nach der Klassischen Laminattheorie, setzt sich zusammen aus den Poissonzahlen {\displaystyle \nu _{F}} des Fasermaterials und {\displaystyle \nu _{M}} der Kunststoffmatrix, die mit den zugehörigen Flächenanteilen {\displaystyle {A_{F}}/{A}=\varphi } der Fasern bzw. {\displaystyle {A_{M}}/{A}=({A}-{A_{F}})/{A}=1-\varphi } gewichtet sind, gemäß
{\displaystyle \nu _{xy}=\varphi \cdot \nu _{F}+(1-\varphi )\cdot \nu _{M}}.
Die Poissonzahl quer zu den Fasern ist mit der oben angegebenen Beziehung durch {\displaystyle \nu _{yx}=\nu _{xy}\cdot E_{y}/E_{x}} bestimmt. 

### Auxetisches Verhalten
Materialien mit negativer Poissonzahl sind selten. Ihnen eigentümlich ist die Zunahme der Querschnittsabmessungen unter einachsiger Längsbeanspruchung. Sie verhalten sich in der Regel anisotrop. Beispiele für solche auxetischen Materialien sind gewisse Polymerschäume, Kristalle oder Carbonfasern. Bei Berücksichtigung dieser auxetischen Materialien, jedoch nur bei Annahme der Isotropie, erweitert sich der Wertebereich der Poissonzahl auf {\displaystyle -1<\nu \leq 0{,}5}.

## Poissonzahl als elastische Konstante
Die Poissonzahl {\displaystyle \nu } ist als Verhältnis zweier Dehnungen die einzige dimensionslose elastische Konstante der linearen Elastizitätstheorie. Alle übrigen beschreiben die Werkstoffsteifigkeit und vermitteln als Modul oder als Lamé-Konstanten eine Beziehung zwischen den Spannungen und den zugehörigen Verformungen. Da zwei dieser Konstanten das linear-elastische Verhalten eines isotropen, homogenen Festkörpers vollständig beschreiben, kann die Poissonzahl, wie die andern Konstanten auch, durch Umrechnung anhand zweier beliebiger anderer Konstanten bestimmt werden. In der Praxis von Bedeutung ist der Zusammenhang der Poissonzahl {\displaystyle \nu } mit dem Elastizitätsmodul {\displaystyle E}, dem Schubmodul {\displaystyle G} und dem Kompressionsmodul {\displaystyle K}:
{\displaystyle \nu ={\frac {E}{2G}}-1={\frac {3K-E}{6K}}={\frac {3K-2G}{6K+2G}}}.
Mit den beiden Lamé-Konstanten {\displaystyle \lambda } und {\displaystyle \mu \equiv G}, die in der linearen Elastizitätstheorie den Zusammenhang zwischen dem Spannungs- und dem Verzerrungstensor beschreiben, ist die Poissonzahl verbunden durch:
{\displaystyle \nu ={\frac {\lambda }{2\cdot (\lambda +\mu )}}}.
| Material                                                           | Poissonzahl {\displaystyle \nu } |
| ------------------------------------------------------------------ | -------------------------------- |
| Kork                                                               | 0,00 (etwa)                      |
| Beryllium                                                          | 0,032                            |
| Bor                                                                | 0,21                             |
| Schaumstoff                                                        | 0,10…0,40                        |
| Siliciumcarbid                                                     | 0,17                             |
| Beton                                                              | 0,20                             |
| Sand                                                               | 0,20…0,45                        |
| Eisen                                                              | 0,21…0,259                       |
| Glas                                                               | 0,18…0,3                         |
| Silicium (polykristallin)                                          | 0,22                             |
| Si3N4                                                              | 0,25                             |
| Stahl                                                              | 0,27…0,30                        |
| Lehm                                                               | 0,30…0,45                        |
| Kupfer                                                             | 0,35                             |
| Aluminium                                                          | 0,35                             |
| Titan                                                              | 0,33                             |
| Magnesium                                                          | 0,35                             |
| Nickel                                                             | 0,31                             |
| Messing                                                            | 0,37                             |
| PMMA (Plexiglas)                                                   | 0,40…0,43                        |
| Blei                                                               | 0,44                             |
| Gummi                                                              | 0,50                             |
| Faserverbundkunststoff (abhängig von der Faserorientierung)        | 0,05…0,55                        |
| Holz („orthotropes“ Material) (abhängig von der Faserorientierung) | 0,035…0,67                       |

## Zahlenwerte

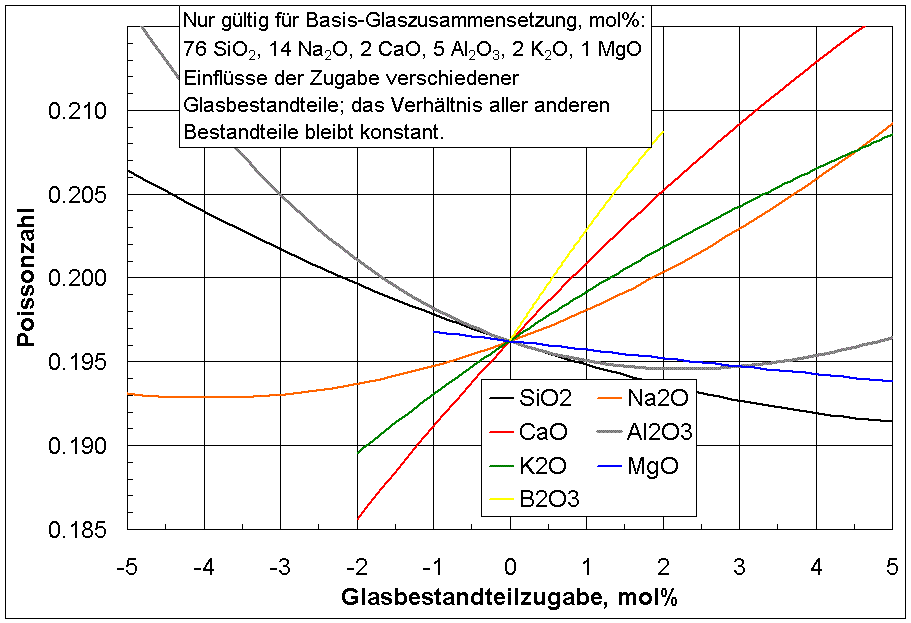
Einflüsse der Zugabe ausgewählter Glasbestandteile auf die Poissonzahl eines speziellen Basisglases.

Die in der Literatur angegebenen Poissonzahlen einzelner Werkstoffe können z. T. stark differieren. Für metallische Werkstoffe, vor allem für Stahl, wird häufig ein Wert von {\displaystyle \nu =0{,}3} oder {\displaystyle \nu =1/3} angenommen und für thermoplastische Kunststoffe 0,35, falls keine genaueren Werte bekannt sind. Eine Abweichung in der Poissonzahl wirkt sich in der Berechnung des Bauteilverhaltens unter mechanischer Beanspruchung oft weniger stark aus als eine Abweichung im E-Modul, so dass sich mit einem Näherungswert brauchbare Resultate ergeben.

## Messtechnik
Die Messverfahren zur Bestimmung der Poissonzahl lassen sich grundsätzlich in die direkten und die indirekten Methoden unterscheiden. Die meisten Verfahren basieren auf der Annahme isotropen, linear-elastischen Materialverhaltens, setzen also die Anwendbarkeit der klassischen Elastizitätstheorie voraus. In diesem Fall erfordert die Bestimmung der Poissonzahl die Messung zweier physikalischer Größen, die mit der Poissonzahl in Beziehung stehen.

### Direkte Methoden
Als direkte Methoden gelten jene, bei denen die räumlichen Verformungen unter definierter Belastung gemessen werden. Diese auf Dehnungsmessung basierenden Verfahren sind dadurch gekennzeichnet, dass an einachsig gezogenen Prüfkörpern gleichzeitig die Längenänderungen in Belastungsrichtung und quer dazu gemessen und über die Definitionsgleichung der Poissonzahl miteinander in Beziehung gesetzt werden. Die simultane Messung beider Verformungen nach dem gleichen Prüfprinzip hat den Vorteil, dass sie unter denselben Prüfbedingungen erfolgt. Nachteilig ist der Fehler, der sich aus der Definition der Poissonzahl als Quotient zweier Messgrößen mit ihren Streuungen ergeben kann, insbesondere im Bereich kleiner Dehnungen.
Die Messung der Längenänderungen kann berührend erfolgen, z. B. mittels induktiven Weggebern oder Dehnungsmessstreifen, oder dann berührungsfrei mittels optischer Verfahren. Unter diesen stehen die Video- und die Laserextensometrie im Vordergrund. Zur Anwendung gelangten u. a. auch schon holografische Dehnungsmessungen. Berührungslose Messverfahren werden mit Vorteil bei Werkstoffen angewendet, bei denen wegen ihrer geringen Härte durch die Berührung mit den Messgebern die Messresultate verfälscht werden könnten.

### Indirekte Methoden
Bei den indirekten Methoden werden zwei physikalische Größen gemessen, die untereinander über die Poissonzahl in Beziehung stehen, und entsprechend ausgewertet. Zu diesen Größen zählen in erster Linie Moduln und Schallgeschwindigkeiten. Die Problematik dieses Vorgehens besteht darin, die Kompatibilität der Messresultate aus zwei verschiedenen Prüfanordnungen und ihren spezifischen Parametern zu gewährleisten. Dies gilt insbesondere auch für die Bestimmung der Poissonzahl anhand der Messung des Elastizitätsmoduls {\displaystyle E} und des Schubmoduls {\displaystyle G}.
Die Bestimmung der Poissonzahl aus Schallgeschwindigkeitsmessungen basiert auf gleichzeitig aufgebrachten Longitudinal- und Transversalwellen, insbesondere auch von solchen im Ultraschallbereich. Da deren Geschwindigkeiten {\displaystyle c_{L}} bzw. {\displaystyle c_{T}} beide von der Poissonzahl abhängigen, kann diese anhand der Messresultate berechnet werden über:
{\displaystyle \nu ={\frac {1}{2}}\cdot {\frac {c_{L}^{2}-2c_{T}^{2}}{c_{L}^{2}-c_{T}^{2}}}}.
Bei der Volumendilatometrie wird die Poissonzahl anhand der Volumenänderung {\displaystyle \Delta V/V} des Probekörpers unter hydrostatischem Druck {\displaystyle p} bestimmt, aufgebracht in einem geeigneten Druckgefäß. Mit dem Elastizitätsmodul {\displaystyle E} als zweiter Messgröße ergibt sich
{\displaystyle \nu ={\frac {1}{2}}\cdot \left(1-3\cdot {\frac {V}{\Delta V}}\cdot {\frac {p}{E}}\right)}.
Die Volumendilatometrie wird auch etwa den direkten Methoden zugeordnet.